# Atlantoniscus primitivus
Atlantoniscus primitivus är en kräftdjursart som beskrevs av Albert Vandel 1959. Atlantoniscus primitivus ingår i släktet Atlantoniscus och familjen Spelaeoniscidae. Inga underarter finns listade i Catalogue of Life.